# Ангел Стойков
Ангел Георгиев Стойков е бивш български футболист, полузащитник, понастоящем футболен треньор. 
От 2023 година е старши треньор на Националният отбор по футбол на България до 18 г.  години.

## Футболна кариера
Роден е в Бургас, където през 1986 г. започва да тренира футбол в местният ФК Черноморец (Бургас). Напуска през 1993 година и става част от школата на столичният Локомотив. Първи професионален договор подписва именно със "железничарите", където остава до 1995 година.
Напуска Локомотив за да се присъедини към родният си клуб Черноморец, където играе в периода 1995-2001 година, записва 151 официални двубоя и 18 гола. Играл е още за ПФК Спартак (Варна), ПФК ЦСКА (София), ПФК Марек (Дупница), ПФК Славия (София), кипърския Неа Саламис и ФК Калиакра (Каварна).
След края на своята активна състезателна кариера на футболист, става помощник треньор на ПФК Нефтохимик (Бургас), а по-късно става и старши треньор на отбора. По-късно е треньор на ФК Мастер и в ДЮШ на Черноморец (Бургас), преди през 2016 година да е назначен за старши треньор на Националният отбор по футбол на България U-19, като води селекцията в продължение на 6 години.
През 2023 година е обявен за ст. треньор на ФК Черноморец (Бургас). По-късно през 2023 година се завръща в редиците на треньорите на БФС, като поема Националният отбор по футбол на България U-18.